# Mette Marie Rose
Mette Marie Rose (kendt i samtiden som Jomfru Rose (19. maj 1745 – 20. marts 1819) var en dansk skuespillerinde.
Mette Marie Rose var datter af skuespiller Christoffer Pauli Rose og Gertrud Christensdatter Lemvig og debuterede i en meget ung alder 7. oktober 1761 som Mélite i Den gifte Filosof og vakte straks fortjent opmærksomhed ikke alene ved sin store skønhed, men ved den sanddruhed og ægthed, der prægede hendes spil; hun fik velsagtens ved sin faders indflydelse hurtig et repertoire, der omfattede så forskelligartede roller som den følsomme titelheltinde i Madame de Graffignys Cenie» og den koldblodige Flane, Angélique i Molières Jørgen Dingel (George Dandin).
Denne så lovende kunstnerbane afbrødes brat: 11. marts 1765 bortførtes jomfru Rose efter teaterforestillingens slutning. Hun havde spillet Bélise i Vulcani Kjæp. På foranstaltning af den udsvævende grev Christian Conrad Danneskiold-Laurvig førtes hun med list og vold til hans palæ i Bredgade, hvor han holdt hende indespærret i nogle dage, indtil det lykkedes hendes fader at skaffe sin klage ørelyd hos kongen: Grev Danneskjold fik befaling til ufortøvet at udlevere jomfru Rose, og 10. april samme år dekreterede kongen, at greven skulle udbetale såvel jomfru Rose som hendes fader en årlig understøttelse samt i det tilfælde, at hun, der for øvrigt forvistes fra hovedstaden i to år, indtrådte i ægteskab, en større udstyrssum.
Jomfru Rose betrådte aldrig senere scenen, hun ægtede nogle år efter kongelig kammermusikus Niels Schiørring (død 1798) og døde som en agtet borgerkone i København 20. marts 1819 i sit 74. år.
Affæren kendes i detaljer fra Charlotta Dorothea Biehls samtidige breve. Nogle af disse, bl.a. indeholdende brevet om Rose er udgivet i Brev fra Dorothea, Politikens forlag 1975. Affæren er også gennemgået i Flemming Jarlskovs bog om dansk politis historie, Lov og Orden. Gyldendal 2003

## Ekstern henvisning
- Dansk biografisk lexikon, bind XIV